# Перун (кінотеатр)
«Перун» (за СРСР «Ірпінь») — сучасний кінотеатр у місті Ірпені Київської області;
Заклад є приватним.

## Загальні дані і технічні параметри
Кінотеатр розташований у реконструйованому приміщенні радянського часу за адресою: 
вул. Соборна, 105а, м. Ірпінь (Київська область).
Затишна зала кіноцентру — на 270 місць з комфортними кріслами і великою відстанню між рядами; на останньому ряді встановлені затишні диванчики («місця для поцілунків»). У фоє є бар, у якому можна отримати традиційний набір кафе кінотеатрів: поп-корн, пиво, кола, чипси, кава тощо.
У залі кінотеатру «Перун» встановлена новітня система звуку Dolby Digital Surround EX. Кінотеатр обладнаний за всіма вимогами THX Laboratories, що сертифікує кінотеатри в Америці та Європі.